# DVD-RAM

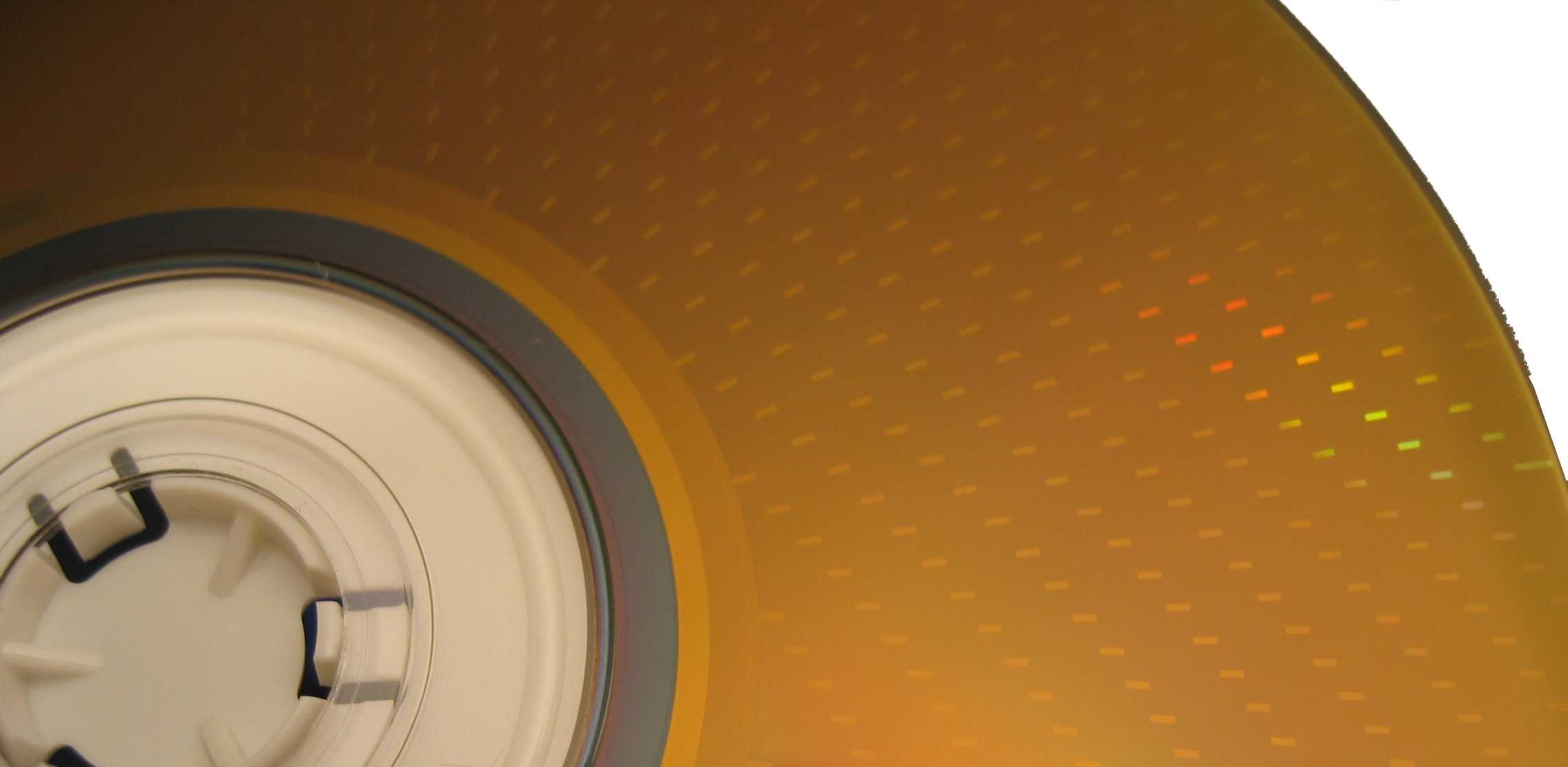
È possibile identificare un disco DVD-RAM dai piccoli rettangoli distribuiti sulla superficie

Il DVD-RAM è un tipo di disco ottico presentato nel 1996 dal DVD Forum, un'organizzazione internazionale fondata nel 1995 e composta da società che si occupano di hardware e software per lo sviluppo del formato DVD.
Il termine DVD-RAM è basato sull'abbreviazione RAM, in contrapposizione al DVD-ROM (Read-only memory, ROM).

## Introduzione
Comparato ad altri DVD riscrivibili, il DVD-RAM è più vicino alla tecnologia dell'hard disk, dal momento che è composto di tracce concentriche anziché da una lunga traccia a spirale.
Al contrario degli altri standard DVD+R, DVD-R, DVD+RW e DVD-RW, non è necessario possedere un particolare software di masterizzazione installato nel computer per leggere e scrivere su DVD-RAM.

## Specifiche

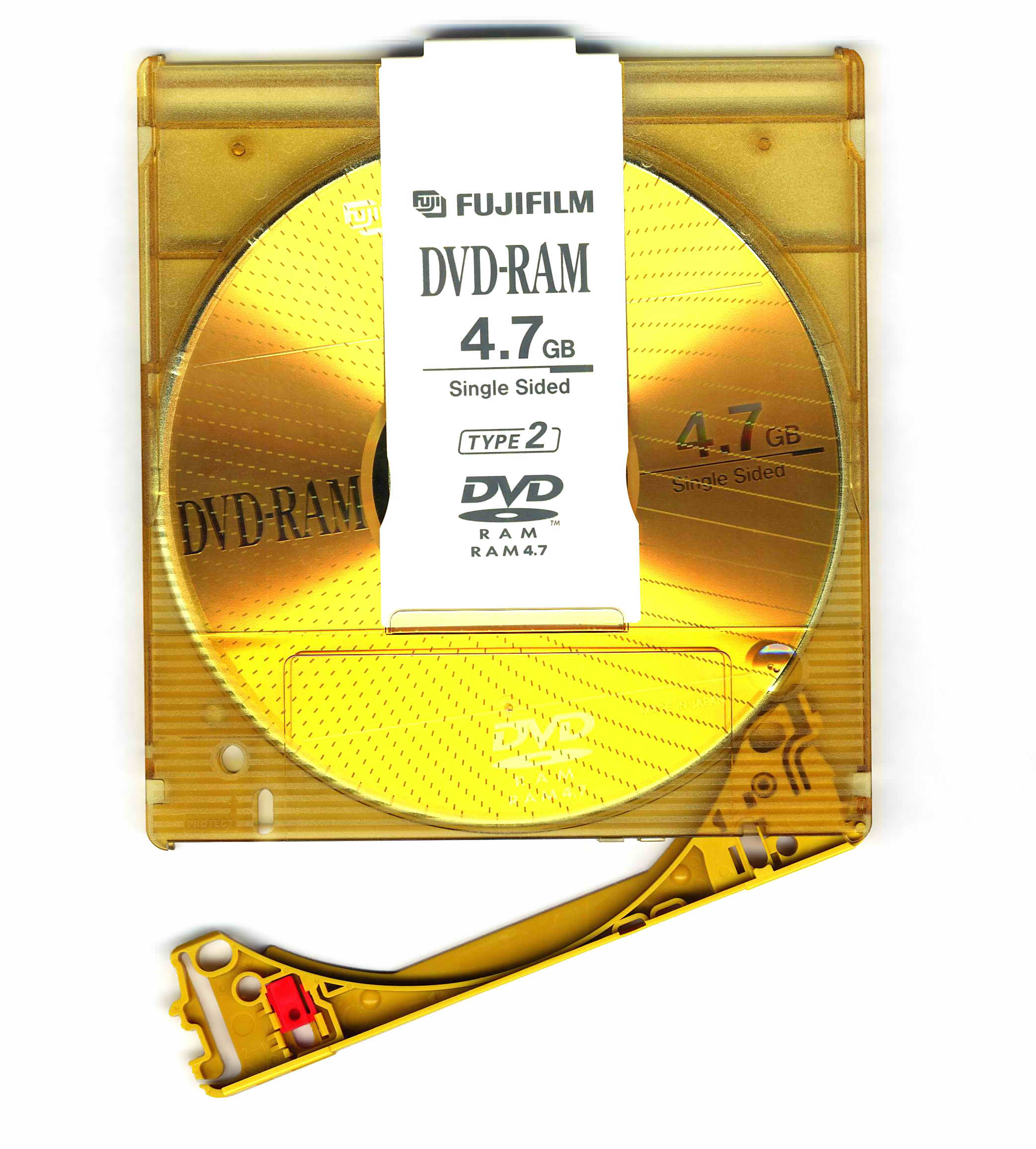
DVD-RAM in cartuccia.

Il DVD-RAM è considerato un formato molto affidabile, dal momento che possiede un controllo errori incorporato.
Si possono distinguere diversi tipi di DVD-RAM:
- DVD-RAM 1.0
  - Single-sided, one layer, con capacità di 2,58 GB
  - Double-sided, one layer, con capacità di 5,16 GB
- DVD-RAM 2.0
  - Single-sided, one layer, con capacità di 4,7 GB
  - Double-sided, one layer, con capacità di 9,4 GB

Esiste anche un DVD-RAM fisicamente più piccolo con capacità di 1,46 GB, ma è poco comune.
Inizialmente i DVD-RAM erano venduti esclusivamente in cartucce.

## Compatibilità
Sistemi operativi come macOS, Linux e Windows XP supportano le operazioni su DVD-RAM direttamente, mentre versioni precedenti di Mac OS e Windows richiedono software dedicato. Windows XP può formattare e scrivere solamente in FAT32; per sfruttare il più adatto UDF è richiesto un software aggiuntivo, avendo un supporto nativo solo in lettura per questo formato. Mac OS può scrivere e leggere il DVD-RAM in HFS, HFS+, FAT e UDF. Linux può leggere e formattare i DVD-RAM in qualsiasi formato supportato.
I DVD-RAM non sono accessibili alla maggior parte dei lettori DVD e masterizzatori da tavolo, in particolare quelli più vecchi. Sono attualmente diffusi nei lettori-masterizzatori da computer.

## Confronti
Al momento esistono tre standard per quanto riguarda i DVD riscrivibili: DVD-RAM, DVD+RW e DVD-RW.
Il DVD-RAM, rispetto ai DVD±RW, è il più adatto per i backup e per l'uso in videocamere.

### Vantaggi
- Lunga durata: senza danni fisici, i dati sono mantenuti integri per almeno 30 anni (anche se questo limite è probabilmente solo teorico)
- Può essere scritto più di 100.000 volte (un DVD±RW approssimativamente mille)
- Correzione degli errori
- Non è richiesto alcun particolare software di masterizzazione; il disco può essere utilizzato come un comune hard disk.
- Accesso molto veloce a dati di piccole dimensioni
- Controllo hardware automatico sui dati scritti
- In alcuni casi è presente una robusta cartuccia di plastica a protezione del DVD-RAM
- Nei videoregistratori, il DVD-RAM può essere letto e registrato allo stesso momento
- La finalizzazione non è necessaria o è molto più veloce degli altri formati DVD
- Il DVD-RAM è più veloce nella scrittura di dati di piccole/medie dimensioni.

### Svantaggi
- La maggior parte dei masterizzatori da tavolo non riconosce i DVD-RAM;
- Il DVD-RAM è più costoso di un normale DVD±RW (circa il 50%);
- Il DVD±RW è più veloce nella scrittura di dati di grandi dimensioni.